# Hodschij Muin
Hodschij Muin (tadschikisch Ҳоҷӣ Муин Шукруллозода Hodschij Muin Schukrollosoda, usbekisch Hoji Muin Schukrullo oʻgʻli, kyrillisch Ҳожи Муин Шукрулло ўғли; auch Hadschi Muin ibn Schukrullo oder Haji Muin ibn Shukrullah; * 1883; † 1942) war ein aufklärerischer Pädagoge, Schriftsteller und Publizist im russländischen Turkestan bzw. frühsowjetischen Usbekistan. Seinem Selbstverständnis nach ethnischer Tadschike, engagierte er sich für den usbekischen und tadschikischen Kulturaufbau und kann als der namhafteste Begründer des usbekischsprachigen Dramas gelten.

## Leben und Werk
Hodschi Muin, am 19. März 1883 in einer tadschikischen Kleinhändlerfamilie im Zentrum von Samarkand geboren, wurde im Alter von zwölf Jahren zum Waisen und lebte dann bei seinem Großvater, dem Imam der Ruhobod-Moschee, den der junge Muin auf den Haddsch begleitete. 1902 verlor er auch den Großvater. Nach ersten Versuchen als Schönschreiber und Lyriker im herkömmlichen Stil wandte Hodschi Muin sich ab 1906 dem frühnational-aufklärerischen Modernismus zu. Gemeinsam mit seinem Mentor Mahmudxoʻja Behbudiy, der Führungsgestalt der zentralasiatisch-islamischen Aufklärung, sowie Nusratulla Qudratulla oʻgʻli, Saidahmad Siddiqiy und Abduqodir Shakuriy bildete Hodschi Muin in den 1900er und 1910er Jahren den Kern der dschadidistischen Bewegung in Samarkand.
Ab 1901 verdiente Hodschi Muin sein Leben als Lehrer an einer maktab (islamischen Grundschule), die er 1903 zu einer Schule der Neuen Methode umgestaltete. Bis 1917 blieb er als Grundschulpädagoge tätig; in der jungen Sowjetunion widmete er sich besonders der Alphabetisierung von Erwachsenen. Er veröffentlichte mehrere Schulbücher in tadschikischer und usbekischer Sprache: Rahnamoyi savod („Wegweiser zur Alphabetisierung“, 1908), Aqidayi islomiya („Der islamische Glaube“, 1910, Übers.), Oʻqitgʻuchi („Der Lehrer“, 1925), Rahbari besavodon („Führer für analphabetische Erwachsene“, 1925).
In den 1910er Jahren verfasste Hodschi Muin regelmäßig Texte für die bürgerlich-aufklärerische tatarische und zentralasiatische Presse, trug maßgeblich zu Behbudiys Zeitschrift Oyina („Spiegel“, 1913–1915) bei und publizierte in der amtlich-russländischen turkestanischen Zeitung Turkiston Viloyatining Gazeti. Nach der Februarrevolution von 1917 unterstützte er in der Zeitung Hurriyat („Freiheit“, 1917) die antibolschewistischen Forderungen nach einer turkestanischen Autonomie. Ab der Oktoberrevolution von 1917 arrangierte sich Hodschi Muin mit der Sowjetmacht und schrieb bis 1935 für regierungsnahe, satirische und Militär-Zeitungen (Mehnatkashlar tovushi „Stimme der Werktätigen“, Ovozi Tojik „Stimme der Tadschiken“; Tayoq „Der Prügel“ und Mashrab (satir.); Qizil Yulduz „Roter Stern“ u. a.).
Hodschi Muin veröffentlichte mehrere Übersetzungen vom und ins Persische/Tadschikische und Usbekische, die wichtigste davon 1913 Abdurauf Fitrats persische Munozara („Streitgespräch“, verf. 1911).
Nachdem Mahmudxoʻja Behbudiy mit dem ersten usbekischen Bühnenwerk Padarkush („Der Vatermörder“, verf. 1911, uraufgef. 1914), in dem Hodschi Muin in der Rolle eines Kaufmanns auftrat, Erfolge feiern konnte, verlegte Hodschi Muin seinen Fokus auf das Schreiben sozialkritischer dramatischer Werke. 1916 erschien Eski maktab, yangi maktab („Alte Schule, neue Schule“), in dem er die traditionelle Schule als nicht wirklich an der Bildung der Schüler interessiert, die neue Schule hingegen als weltoffen darstellt. In seinem Werk Mazluma xotin („Die unterdrückte Frau“, 1916) spricht sich Hodschi Muin gegen die Polygynie aus. Juvonbozlik qurboni („Ein Opfer der Knabenliebe“, 1916) hat die Päderastie zum Thema. Das humoristische Stück Koʻknori („Die Opiumraucher“, 1916) verschaffte ihm viele Feinde in der lokalen Rauschgiftszene. Bei Nusratulla Qudratulla oʻgʻlis Toʻy („Das Fest“, 1914), einem kritischen Theaterstück über verschwenderische Beschneidungsfeste, wirkte er als Co-Autor und Redakteur mit.
In mehreren Artikeln in der dschadidistischen Zeitschrift Oyina sprach Hodschi Muin sich dafür aus, die Literatursprache der Volkssprache anzunähern und von Lehnelementen zu "reinigen". Damit leistete er einen wichtigen, von tatarischen Vorbildern inspirierten Beitrag zur Debatte um die Herausbildung der usbekischen Literatursprache. In den 1920er Jahren arbeitete Hodschi Muin neben zahlreichen anderen Persönlichkeiten an der usbekischen und tadschikischen Sprach- und Orthographiereform mit und setzte seine diesbezüglichen Ideen in publizistischen Arbeiten sowie als Korrektor und Redakteur um.
Als prominenter Mitstreiter des zentralasiatischen Dschadidismus und kooperationsbereiter, aber kritischer Aktivist im frühsowjetischen Kulturaufbau geriet Hodschi Muin ab 1923 zusehends ins Visier der Staatssicherheit. 1927 sollte er unter dem Decknamen Yozuvchi („Schreiber“) angeworben werden, verweigerte sich aber weitgehend. Grobe Redaktionsfehler in der Zeitung Ovozi Tojik wurden ihm 1929 als Subversion angelastet und zogen die Verbannung nach Sibirien nach sich (bis 1932). Ein ähnlicher Vorfall 1937 brachte Hodschi Muin erneut vor Gericht; unter dem Vorwurf der Spionage und Zersetzung zu zehn Jahren Lagerhaft verurteilt, verstarb Hodschi Muin am 21. Juli 1942 in Solikamsk.